# Комбоя
Комбо́я (англ. Komboya) — одне із 15 вождівств округу Бо Південної провінції Сьєрра-Леоне. Адміністративний центр — містечко Нджала.
Населення округу становить 15623 особи (2015; 16866 в 2008, 15616 в 2004).

## Адміністративний поділ
У адміністративному відношенні вождівство складається з 5 секцій:
| № | Назва   | Оригінальна назва | Площа, км² | Населення, осіб | Адміністративний центр |
| - | ------- | ----------------- | ---------- | --------------- | ---------------------- |
| 1 | Кейсуа  | Keisua            | -          | -               | -                      |
| 2 | Кемо    | Kemoh             | -          | -               | -                      |
| 3 | Манґару | Mangaru           | -          | -               | -                      |
| 4 | Сеї     | Sei               | -          | -               | Нджала                 |
| 5 | Тонґова | Tongowa           | -          | -               | -                      |